# Mikado Film
Mikado Film è stata una società di distribuzione e produzione cinematografica italiana fondata nel 1984, che distribuiva sul territorio italiano film nazionali e internazionali, specializzata nel promuovere film indipendenti e di qualità.

## Storia
La Mikado ha avuto il merito di far conoscere al grande pubblico film come Lezioni di piano di Jane Campion, Lanterne rosse di Zhang Yimou, Lisbon Story di Wim Wenders, L'uomo del treno di Patrice Leconte, Lost in Translation - L'amore tradotto di Sofia Coppola, e molti altri ancora. Oltre al cinema internazionale, la Mikado si prodiga nel valorizzare il cinema italiano, avendo distribuito i primi lavori di Gabriele Muccino e Marco Ponti, inoltre ha distribuito La finestra di fronte di Ferzan Özpetek, Centochiodi di Ermanno Olmi e Le rose del deserto di Mario Monicelli.
Nel 2003, dalla Mikado, nasce la Dolmen Home Video, società specializzata nell'intrattenimento home video, con un catalogo di oltre 600 titoli. Dal 2007 la Mikado Film è stata acquistata per il 100% dalla DeAgostini Communications, e successivamente ceduta alla Lucky Red, società indipendente di produzione e distribuzione di cinema di qualità.
Nel 2009 ha coprodotto con la casa francese Marathon Group il film d'animazione dedicato alle Totally Spies.